# Otus everetti
Otus everetti (лат.) — вид птиц из семейства совиных, эндемик Филиппин.

## Описание вида
Верхняя часть тела черновато-коричневая, макушка и затылок темнее спины. Глаза темно-карие, вокруг — розоватые орбитальные кольца. Белые брови доходят до ушных пучков. Клюв темно-серый с желтоватым оттенком. Нижняя часть серовато-белая с несколькими темными местами.

## Питание
Ведёт ночной образ жизни; питается мелкими членистоногими и мелкими насекомыми. Размножаются, откладывая 1-2 яйца. Гнездятся в дуплах деревьев в лесах и филиппинской низменности.

## Место обитания
Встречается на острове Бохол, Самар, Билиран, Лейте, Минданао и Басилан. Ранее был классифицирован как подвид Otus megalotis.